# 蔡深江
蔡深江（Chua Chim Kang，1965年—），新加坡人，祖籍潮州潮安。 毕业于南侨附小、 立化中学、 华中初级学院和台湾大学中国文学系。他也曾参与创办《风见鸡》 杂志 及《后来》杂志。曾任英华自主中学母语部门主任，同时是高才班专任教师。1999年底离开教育界，加人新加坡报业控股，创办小学生周报《大拇指》，曾任《联合早报》采访组和政治组记者、言论组和采访组主任。2006年6月协助创办免费报《我报》并任副总编辑，2007年9月创办资讯娱乐网站，兼任总编辑，2008年3月升任《我报》总编辑。2009年1月调任《联合晚报》总编辑，同时兼任omy总编辑。2014年1月，调任新加坡报业控股集团华文报业务总编辑。　

## 电视广播
- 电台1003节目众议院常驻嘉宾
- 优频道节目有话就说常驻嘉宾

## 著作
- 1992年　散文集 《灰狼的事 》
- 1988年　诗集 《如果不能回头就忘记月亮》

## 获奖
- 1987年获金狮奖诗歌组第一名及优胜奖。
- 1990年获台湾中国时报文学奖及吴鲁芹散文奖。
- 1991年获金狮奖散文组第一名。
- 1998年获选为全国模范华文教师。
- 2006年获选为世界经济论坛（WEF）全球青年领袖（Young Global Leader）。

## 网站
- chiMology...最深江湖 （页面存档备份，存于）